# بيئة الفم
تشير بيئة الفم إلى الكائنات الحية التي تعيش في الفم، وقد اكتشفت البكتيريا لأول مرة في الأغشية الحيوية  تحت مجهر أنتوني فان ليفينهوك في القرن السابع عشر، وتعد البكتيريا المختلفة واللعاب من المكونات الرئيسية في علم الأحياء الدقيقة للفم، ولديها القدرة على أن تكون ضارة، ولكنها تؤدي أيضًا أدوارًا مفيدة وضرورية في جهاز المناعة.  تهدف النظافة السليمة للفم إلى السيطرة على الآثار الضارة ومنع انتقال المرض.

## الاكتشاف والتاريخ
اكتشفت البكتيريا لأول مرة تحت مجهر أنتوني فان ليفينهوك في القرن السابع عشر، فقد أجرى العالم الهولندي ليفينهوك العديد من التجارب لاختبار ومراقبة  البكتيريا، ولاحظ مادة مترسبة على أسنانه أسماها «مادة بيضاء صغيرة».

رأى تحت المجاهر أن في المادة المذكورة هناك العديد من الحيوانات الحية الصغيرة جدًا (أو الحوينات)، وهي تتحرك بطريقة جميلة، وكانت هذه أول مشاهدة عُرفت لبكتيريا الفم. اختبر ليفينهوك أفواه أشخاص آخرين كما اختبر فاه، وممن قد اختبر رجلان لم ينظفا أسنانهما مطلقًا في حياتهما، فوجد مجموعة كبيرة بصورة لا تصدق من الحيوانات الحية الصغيرة جدًا... وبأعداد هائلة، بحيث بدا كل ماء العينة، وكأنه على قيد الحياة. وهكذا اكتشف العالم ليفينهوك بكتيريا الفم أو animalcules (الحوينات)، وهو اسم أطلقه على البكتيريا بصفة عامة.

أظهرت الدراسات اللاحقة أنه رأى بالفعل مجموعات من البكتيريا، ما يعرف اليوم باسم الأغشية الحيوية، التي هي مجموعات من البكتيريا، أو الكائنات الحية الدقيقة، مرتبطة بأسطح  الجسم. ويشار إلى الأغشية الحيوية الفموية  باسم أكثر شيوعًا هو طبقة بلاك plaque - (مادة راسبة على الأسنان). تتشكل الأغشية الحيوية تقريبًا في كل مكان توجد فيه البكتيريا. في الفم، تتشكل الأسنان واللثة واللسان بصفة طبيعية على أي سطح ثابت.

توصل ليفينهوك إلى اكتشافات مهمة للبكتيريا استنادًا إلى ملاحظته الأولى وتحليله المادة السنية المترسبة، ومنذ ذلك الحين، اكتُشِف المزيد عن الفم وبيئته.

## النمو البكتيري في الفم/الأسنان
تنمو أنواع عديدة من البكتيريا في الفم، وهي تتنافس على الطعام وأماكن النمو، وتوفر الأسطح الصلبة في الفم مكانًا مثاليًا لنمو وتكاثر البكتيريا والأغشية الحيوية،  فعلى النقيض من معظم الأماكن الأخرى في أو على الجسم، فإن الفم لا يتقشر (يتساقط). السطح المتميز للسن وطبيعته الراكدة تجعله مثاليًا للسكن ونمو الكائنات الحية الدقيقة والبكتيريا، ما يؤدي إلى تكوين طبقةplaque.
.
لكي تنمو البكتيريا وتنشط في الفم، تمر الأغشية الحيوية  بأربع مراحل رئيسية للنمو:
أولاً: تترسب البكتيريا أو الكائنات الحية الدقيقة من اللعاب على السطح حيث يمكن أن تلتصق، ثم تنمو وتتكاثر، وبما أن البكتيريا يمكن أن تنمو أضعافًا مضاعفة في فترات زمنية قصيرة، فيمكنها تكوين أغشية حيوية بسرعة وسهولة.
ثانياً: ينضج الغشاء الحيوي الرقيق ويتراكم بكتلة أكبر على السطح. تستمر البكتيريا في الانقسام والنمو من طريق الانشطار الثنائي - binary fission حتى تنفد  المواد الغذائية أو يتوقف نمو البكتيريا، عندما يحدث هذا تبدأ المرحلة النهائية: التشتت أو الانفصال، ما يتسبب في موت البكتيريا. لا يمكن لبعض أنواع البكتيريا الاستمرار لفترات طويلة دون مواد غذائية مثلاً: بكتيريا Streptococcus gordonii، في حين تستطيع الأنواع الأخرى من البكتيريا البقاء على قيد الحياة لأسابيع.

في أثناء وجود الأغشية الحيوية في أوج نموها، يمكن أن تُسبب  أضرارًا جسيمة لأسنان الشخص ولثته. تُزال الأغشية الحيوية جزئيًا عن طريق تنظيف الأسنان بالفرشاة والخيط ويُفصل بعضها عند الغسل أو تناول الطعام.

## اللعاب
يحافظ اللعاب على توازن النظام البيئي للفم، إذ يحتوي على إنزيمات بكتيرية مفيدة لصحتنا. مثال ذلك: هي إنزيمات الجسيمات الحالة.  هذه العوامل المضادة للبكتيريا الموجودة في اللعاب تقتل البكتيريا في أفواهنا وتحمي من الأمراض التي يحتمل أن تكون خطرة. إضافةً إلى ذلك، يحتوي اللعاب على أيونات الفوسفات والكالسيوم، التي تساعد على إصلاح التشققات المجهرية، التي يصنعها حامض البكتيريا في الأسنان. المكونات العضوية الرئيسية للعاب هي البروتينات والبروتينات السكرية. تطفو البروتينات في اللعاب، وتؤثر في النظام البيئي للفم بطرق متعددة.  توفر بعض البروتينات العناصر الغذائية للبكتيريا، بينما يتسبب بعضها الآخر في تكتل البكتيريا معًا كي تتمكن من الالتصاق بأي سطح ولا تُجرف بعد الغسل. تتمثل الوظيفة الرئيسية للّعاب في التخلص من جميع الكائنات الحية الدقيقة التي يمكن أن تهدد صحتنا. يملأ  اللعاب الفم باستمرار، ويفصل جميع الكائنات الحية الدقيقة التي لم تكن ملتصقة  بقوة بالسطح، وهذا يجعل من الصعب على البكتيريا أن تلتصق بالأسطح، وتُكون الأغشية الحيوية. ولذلك، فإن العديد من الكائنات الحية الدقيقة الضارة غير قادرة على الالتصاق بالسرعة الكافية على السطح قبل أن تعلق في اللعاب وتُبتلع. رغم أن اللعاب يقوم بالكثير للحفاظ على صحة أجسامنا، فإنه لا يتمكن من منع جميع البكتيريا -تمامًا- من الالتصاق بأسطح الأسنان أو اللسان أو اللثة.